# Dietmar Heß
Dietmar Heß (* 21. März 1955 in Heggen) ist ein deutscher Kommunalpolitiker (CDU), der von 1997 bis 2020 Bürgermeister der Gemeinde Finnentrop im Kreis Olpe war. Damit zählte er zum Zeitpunkt seiner Abwahl zu den dienstältesten Stadt- und Gemeindeoberhäuptern Nordrhein-Westfalens. Rechnet man seine Zeit als Gemeindedirektor hinzu, stand er der Finnentroper Gemeindeverwaltung seit 1989 vor. Als Vizepräsident gehört er dem Führungsgremium des Städte- und Gemeindebundes Nordrhein-Westfalen an.

## Ausbildung und Beruf
Nach dem Abitur am heutigen Rivius-Gymnasium in Attendorn und dem Wehrdienst studierte Dietmar Heß ab 1975 Rechtswissenschaften in Gießen und Bonn. Sein Referendariat absolvierte er im Bereich des Oberlandesgerichts Hamm, bevor er 1985 sein zweites Staatsexamen ablegte. Fortan war er als Anwalt und Notarvertreter in Attendorn tätig. 1988 fing er als Kreisrechtsrat z. A. beim Märkischen Kreis an, wechselte ein Jahr später als Kreisjustiziar und Leiter des Ordnungsamtes in die Kreisverwaltung Olpe. Noch im selben Jahr wurde er vom Rat der Gemeinde Finnentrop zum Gemeindedirektor gewählt.

## Politische Karriere
Bereits während seines Studiums war Dietmar Heß kommunalpolitisch aktiv, von 1979 bis zu seiner Anstellung beim Kreis Olpe 1989 war er für die CDU Mitglied des Kreistags. In der Kreis-CDU gehörte er zudem lange als stellvertretender Vorsitzender und zuletzt als Schatzmeister dem Vorstand an.
Als Ende der 1990er Jahre die kommunale Doppelspitze in Nordrhein-Westfalen aufgelöst wurde, wählte der Rat der Gemeinde Finnentrop Dietmar Heß zum ersten hauptamtlichen Bürgermeister. Bei den Kommunalwahlen in Nordrhein-Westfalen zwei Jahre später wurde er mit 69,7 Prozent der Stimmen erstmals direkt von der Bürgerschaft gewählt. Auch bei den Bürgermeisterwahlen 2004 (69,2 Prozent), 2009 (51,5 Prozent) und 2015 (64,2 Prozent) wurde er jeweils mit absoluter Mehrheit schon im ersten Wahlgang im Amt bestätigt.
Im Vorfeld der Bundestagswahl 2009 bewarb sich Dietmar Heß als einer von drei Kandidaten um die Nachfolge von Hartmut Schauerte als CDU-Kandidat im Wahlkreis Olpe – Märkischer Kreis I, scheiterte aber gegen den späteren Abgeordneten Matthias Heider aus Lüdenscheid.
Zur Kommunalwahl 2020 nominierte der Vorstand des CDU-Gemeindeverbands den langjährigen Vorsitzenden Achim Henkel zum Bürgermeister-Kandidaten. Dietmar Heß kündigte daraufhin zunächst an, sich aus der Politik zurückziehen zu wollen, entschied sich dann aber doch für eine erneute Kandidatur als Einzelbewerber. Im Wahlkampf griff er die CDU-Spitze massiv an und kritisierte „Hinterzimmer-Politik“, die zur Nominierung Henkels geführt hätte. Ohne die Unterstützung seiner Partei erzielte er schließlich 18,7 Prozent der Stimmen. Mit 64,0 Prozent wurde Achim Henkel schon im ersten Wahlgang zu seinem Nachfolger gewählt. Zum 1. November 2020 schied Dietmar Heß aus seinem Amt aus.
In seine Amtszeit fielen unter anderem der Umbau des Hallenbades „Finto“, die Neugestaltung des Bahnhofsbereichs, der Ausbau der Gewerbegebiete Frielentrop und Wiethfeld sowie die Umgestaltung des Lenneparks. Außerdem wurde das Radwegenetz ausgebaut und es entstand eine Gesamtschule. Von der Gemeinde Helbra wurde Heß 2015 mit der Silbernen Ehrennadel für seine Verdienste im Rahmen der Partnerschaft der beiden Kommunen ausgezeichnet.
Als Bürgermeister war Dietmar Heß neben anderen Positionen in Gremien zugleich Vorsitzender des Verwaltungsrats der Sparkasse Finnentrop, bis zu deren Fusion mit der Sparkasse Meschede und der Stadtsparkasse Schmallenberg zur neuen Sparkasse Mitten im Sauerland im Jahr 2019, dessen stellvertretender Verwaltungsratsvorsitzender er wurde. Bis zur Schließung 2014 stand er auch dem Zweckverband der gemeinsam mit Attendorn betriebenen Albert-Schweitzer-Schule vor, einer Förderschule mit Schwerpunkt Lernen.
Über Finnentrop hinaus engagiert sich Dietmar Heß als Interessensvertreter für die Kommunen in Nordrhein-Westfalen. Seit 2005 ist er Vizepräsident des Städte- und Gemeindebundes und tritt als solcher zu Fragen der Finanzlast der Kommunen immer wieder öffentlich in Erscheinung. Zudem gehört er dem Vorstand des Kommunalen Arbeitgeberverbandes NRW an.

## Privates
Dietmar Heß ist verheiratet und Vater eines Sohnes. Er ist Vorsitzender des DRK-Ortsvereins Finnentrop.